# 베르나르트 페링하
베르나르트 뤼카스 "벤" 페링하(네덜란드어: Bernard Lucas "Ben" Feringa, 1951년 5월 18일 ~ )는 네덜란드의 화학자이다. 2016년에 분자 기계의 합성 설계에 기여한 공로로 장피에르 소바주, 프레이저 스토더트와 함께 노벨 화학상을 수상했다.